# Europameisterschaften 2032
Als Europameisterschaft 2032, auch EM 2032, Euro 2032, bezeichnet man folgende Europameisterschaften, die im Jahr 2032 stattfinden sollen:
- Fußball-Europameisterschaft 2032
- Handball-Europameisterschaft der Frauen 2032
- Handball-Europameisterschaft der Männer 2032